# On the Job
On the Job (abreujat com a OTJ) és una pel·lícula de thriller criminal neo-noir filipina de 2013 escrita i dirigida per Erik Matti, que va coescriure el guió amb Michiko Yamamoto. Protagonitzada per Gerald Anderson, Joel Torre, Joey Marquez i Piolo Pascual, explica la història de dos presoners sicaris (Anderson i Torre), que són alliberats temporalment per dur a terme execucions polítiques, i dos agents de la llei (Márquez i Pascual) encarregats d'investigar el cas d'assassinat relacionat amb drogues relacionat amb el negoci de lloguer d'armes a la presó. La pel·lícula és protagonitzada per Angel Aquino, Shaina Magdayao, Empress Schuck, Leo Martinez, Michael de Mesa, Vivian Velez i Rayver Cruz.
La inspiració per a On the Job va venir d'un membre de la tripulació de Viva Films que va dir que havia estat alliberat temporalment de la presó per cometre assassinats per contracte abans de ser reincarcerat. Star Cinema inicialment es va negar a produir la pel·lícula el 2010, considerant-la excessivament violenta en comparació amb els seus projectes habituals de rom-com; el 2012, però, van acordar coproduir-lo amb la pròpia productora cinematogràfica de Matti, Reality Entertainment. El rodatge va tenir lloc a Manila i va durar 33 dies, amb un pressupost de producció de 47 milions ₱ (uns 1,1 milions de dòlars EUA).
On the Job es va mostrar com a part de la Quinzena de Cineastes al 66è Festival Internacional de Cinema de Canes, on va ser elogiat i va rebre una ovació de peu el 24 de maig. es va estrenar a les Filipines el 28 d'agost de 2013 i als Estats Units i Canadà el 27 de setembre d'aquell any. Va rebre crítiques positives de crítics estrangers i nacionals. El 2021, la pel·lícula i la seva seqüela On the Job: The Missing 8 es van reeditar com a minisèrie de sis parts d'HBO Asia titulada On the Job.

## Argument
A les Filipines, Mario i Daniel són presoners que sovint són alliberats i pagats per cometre assassinat per contractes. Mario gasta els seus guanys en Tina, la seva filla, i Lulette, la seva dona separada, mentre que en Daniel envia remeses a la seva família i es gasta la resta en béns i privilegis a la presó; ha arribat a veure en Mario com a mentor i figura paterna. Després d'assassinar al señor de la droga Tiu i tornar a la presó, el cas d'assassinat de Tiu s'assigna a l'agent de l'NBI Francis Coronel a través del congressista Manrique. Quan Coronel i el seu company, Bernabe, arriben al recinte local, s'enfronten amb el sergent de la PNP Joaquin Acosta, que creu que el cas li va ser pres per motius polítics.
Mario i Daniel porten un cop a una dona anomenada Linda, el marit de la qual Pol demana ajuda a Acosta, el seu antic company. Pol revela que l'assassinat de Tiu és un dels diversos assassinats ordenats per l'amic íntim de Manrique, Pacheco, un oficial militar que fa campanya pel Senat filipí. Acosta accepta protegir en Pol i es dirigeix a l'estació; pel camí, es troba amb Coronel i Bernabe. Mentrestant, en Daniel dispara en Pol, però la seva pistola s’embussa abans que pugui disparar un tret mortal. Els tres agents convergeixen cap a ells, obligant a fugir en Daniel i en Mario, tot i que aconsegueixen localitzar i matar en Pol en un hospital. Quan es separen per escapar, Bernabe és afusellat i Acosta veu la cara d'en Mario.
Coronel s'enfronta a Manrique i li diu que té la intenció de detenir Pacheco. Manrique adverteix a Coronel que l'acusació de Pacheco provocarà la seva caiguda, ja que considera que Pacheco és el seu últim recurs després d'haver esgotat totes les seves altres opcions per mantenir-se acomodat. Mentrestant, Acosta transmet el retrat robot de Mario per ser emès per televisió abans de decidir treballar amb Coronel. Quan en Coronel descobreix la identitat d'en Mario, visita Lulette i la veu coquetejar amb l'amic d'en Mario, Boy. Coronel explica a Acosta sobre el seu descobriment, i Acosta l'utilitza com a palanquejament quan interroga en Mario. Tot i que Acosta no té èxit, en Mario expressa més tard a Daniel els seus sentiments de traïció. Aleshores, Mario telefona a la Tina, que li diu al seu pare que va veure el seu retrat robot i que té intenció de viure de manera independent.
El pare de Tiu diu a l'Acosta i al Coronel que té proves que poden utilitzar per arrestar en Pacheco. Coronel va a visitar Pacheco, que admet haver matat el pare de Coronel per "salvar el país". Aleshores, en Coronel utilitza el seu mòbil per enregistrar en secret una conversa entre Pacheco i els seus homes sobre l'assassinat del pare de Tiu.
Poc després, en Daniel mata en Coronel davant de la seu de la policia, fent que un Acosta enfurismat ataqui el detall de seguretat de Pacheco i Manrique. Mentrestant, un Mario descoratjat s'adona que no té cap motiu per sortir de la presó ja que la seva família ja no vol tenir res a veure amb ell, i apunyala Daniel fins a la mort per continuar empresonat. La mort de Coronel provoca una investigació d'Acosta, que és rellevat de les seves funcions, i Pacheco, que diu als periodistes que està preparat per ser investigat. Després d'atendre el despertar d'en Daniel des de lluny, en Mario se'n va a casa, mata en Boy davant la seva família i torna a la presó.
Algun temps després, un Bernabe recuperat mira les possessions de Coronel i requisa el telèfon que Coronel va utilitzar contra Pacheco com a prova.

## Repartiment
- Gerald Anderson com a Daniel[4]
- Joel Torre com a Mario Maghari[4]
- Joey Marquez com a Joaquin Acosta[4]
- Piolo Pascual com a Francis Coronel Jr.[4]
- Àngel Aquino com a Lulette[4]
- Shaina Magdayao com a Nicky[4]
- Emperadriu Schuck com a Tina[4]
- Leo Martinez com el general Pacheco[4]
- Michael de Mesa com a congressista Manrique[4]
- Vivian Velez com a Thelma[4]
- Rayver Cruz com a Bernabe[4]
- Lito Pimentel com a Pol[4]
- Mon Confiado com a Boy

## Producció

### Desenvolupament

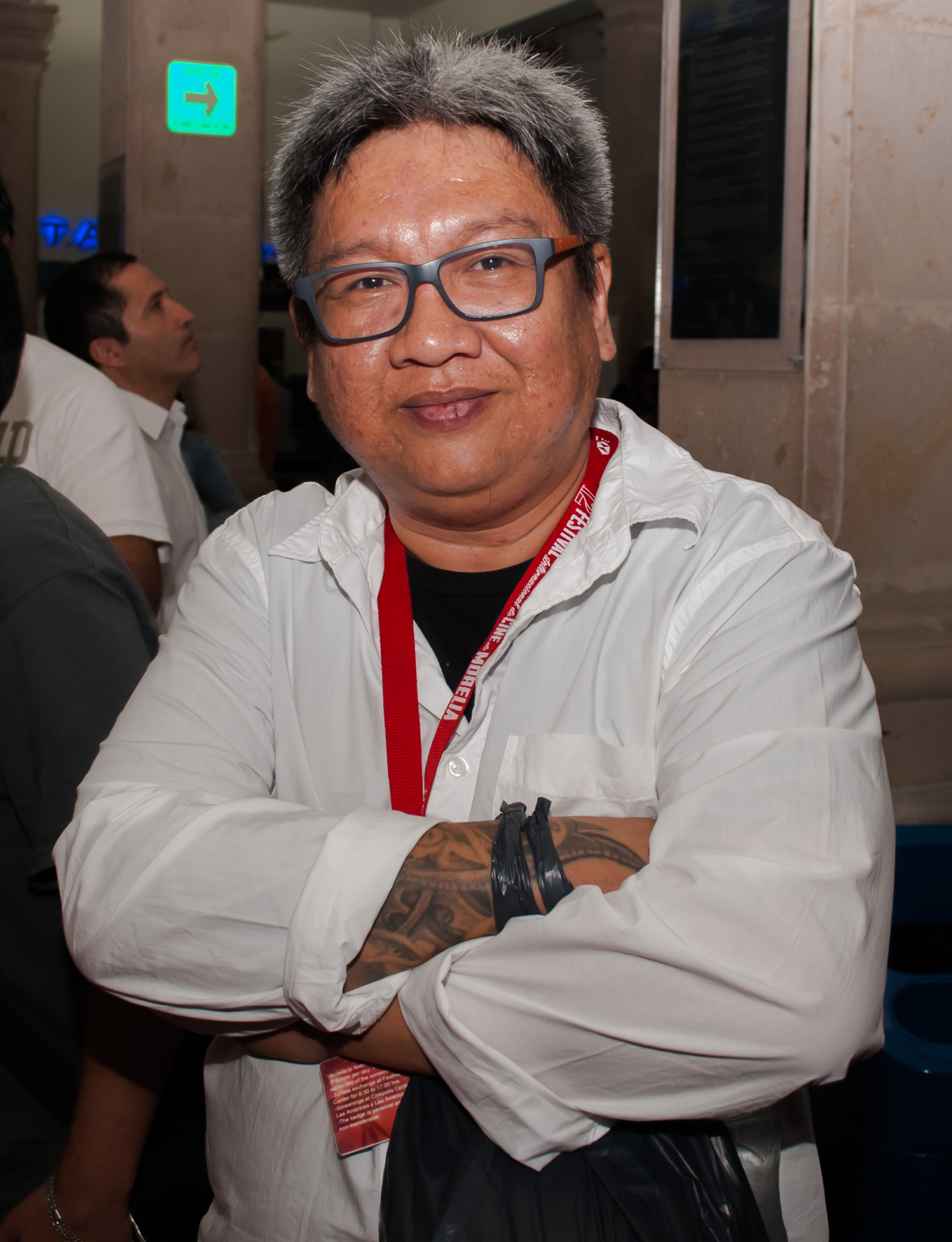
El director Erik Matti durant l'estrena de la pel·lícula al Festival Internacional de Cinema de Morelia de 2014

El director Erik Matti es va inspirar en un xofer de servei de Viva Films, un ex convicte que va dir que solia ser alliberat temporalment de la presó per cometre assassinats per contracte i reincarcerat. Matti va abandonar la seva idea fins que va acabar la seva pausa de direcció amb The Arrival, un curtmetratge que va estrenar amb una resposta positiva a diversos festivals de cinema el 2009. Va obrir les projeccions amb un tràiler de vuit minuts de On the Job, amb Joel Torre intentant presentar la pel·lícula. El tràiler també va tenir una resposta favorable, especialment de l’editor de Twitch Film Todd Brown, que va preguntar si el projecte havia entrat en producció. Quan Matti li va dir que la pel·lícula encara no tenia guió, Brown el va animar a escriure-la mentre buscava finançament. Durant la novena revisió del guió, la guionista  Michiko Yamamoto va ajudar a finalitzar la resta de l'esborrany. També es van contractar quatre consultors no acreditats per desenvolupar els detalls de la història.
Durant el procés d'escriptura i després de completar l'esborrany final, Brown no va poder atraure inversors; alguns consideraven que la història era massa no tradicional per al cinema filipí o un risc massa gran per al mercat estranger. Star Cinema (la productora més gran de Filipines) es van negar a fer la pel·lícula el 2010, per considerar-la massa violenta en comparació amb els seus projectes habituals de comèdia romàntica. Matti va oferir el projecte a dos dels talents de Star Cinema, que també van declinar a causa de la violència de la pel·lícula. El projecte es va tornar a suspendre quan Matti va entrar a l'etapa de la postproducció de la seva pel·lícula de fantasia de terror, Tiktik: The Aswang Chronicles (2012). Aleshores va ser contactat per un agent de Star Cinema, que li va demanar el guió revisat; tres dies després, l'estudi va acceptar finançar la pel·lícula.
Reality Entertainment, una empresa de cinema independent cofundada per Matti, va coproduir On the Job amb Star Cinema. El cofundador de Reality Entertainment, Dondon Monteverde, fill de Lily Monteverde, va dir que molts estudis estaven impressionats pel guió però que es resistien a finançar una pel·lícula d'acció de gran pressupost. Tot i que l'equip de producció va considerar reduir el pressupost de la pel·lícula, van decidir no fer-ho amb l'esperança d'allunyar-se de les pel·lícules de baix pressupost. Monteverde va recordar haver argumentat que era "realment el moment de fer alguna cosa de gran pressupost i mostrar-la, en lloc de fer alguna cosa petita i reclamar restriccions pressupostàries. Aquesta vegada no ens vam donar cap excusa. Vam anar fins al final". La producció de la pel·lícula va costar 47 milions ₱ (uns 1,1 milions USD el 2013).

### Preproducció i rodatge
Joel Torre, que interpreta Mario "Tatang" Maghari a la pel·lícula, ja havia estat seleccionat abans de la revisió del guió de Matti. Torre va dir sobre el paper: "[Mario] es va quedar amb mi, va lluitar per mi. I això em va donar molta confiança, un samurai de Bushido Blade." Matti va demanar a Piolo Pascual que interpretés l’advocat Francis Coronel Jr. El paper de Daniel va ser escrit originalment per a John Lloyd Cruz, que estava interessat però va haver de rebutjar-lo a causa de conflictes d'agenda; en canvi, va anar a Gerald Anderson. Després d'una discussió entre Pascual i Anderson sobre la pel·lícula, Anderson va signar per al paper. Només va tenir dues setmanes per filmar les seves escenes, ja que en aquell moment estava involucrat amb una telenovel·la. El paper del sergent Joaquin Acosta l'havia d'interpretar Richard Gomez, però va decidir seguir una carrera política a Ormoc. Matti més tard va seleccionar Joey Marquez; tot i que Márquez era vist principalment com a còmic, el director creia que podia interpretar un personatge encantador i odiós.
Richard V. Somes va ser el dissenyador de producció i coreògraf d'acció. Per preparar-se per a les escenes de la presó, l'equip de producció va construir un decorat en un lloc abandonat. edifici d'àrea a Marikina i va contractar 200 extres per interpretar condemnats. La fotografia principal va trigar 33 dies al lloc en una sèrie de Manila zones, com ara l'Ajuntament, una estació de tren del Tren lleuger i Caloocan. Les escenes d'obertura es van rodar durant el Wattah Wattah Festival anual a San Juan. El rodatge es va fer a més de 70 ubicacions, i la tripulació de vegades rodaven en diverses zones en un dia determinat. En escollir Manila com a ubicació clau de la pel·lícula, Matti va dir:
| « | Aquesta és una pel·lícula de Manila. Volíem mostrar el màxim possible de la secció transversal de Manila. Aquest és, crec, l'intent més ambiciós d'ajuntar tanta varietat [en una pel·lícula local] pel que fa a l'aspecte i la sensació. | » |

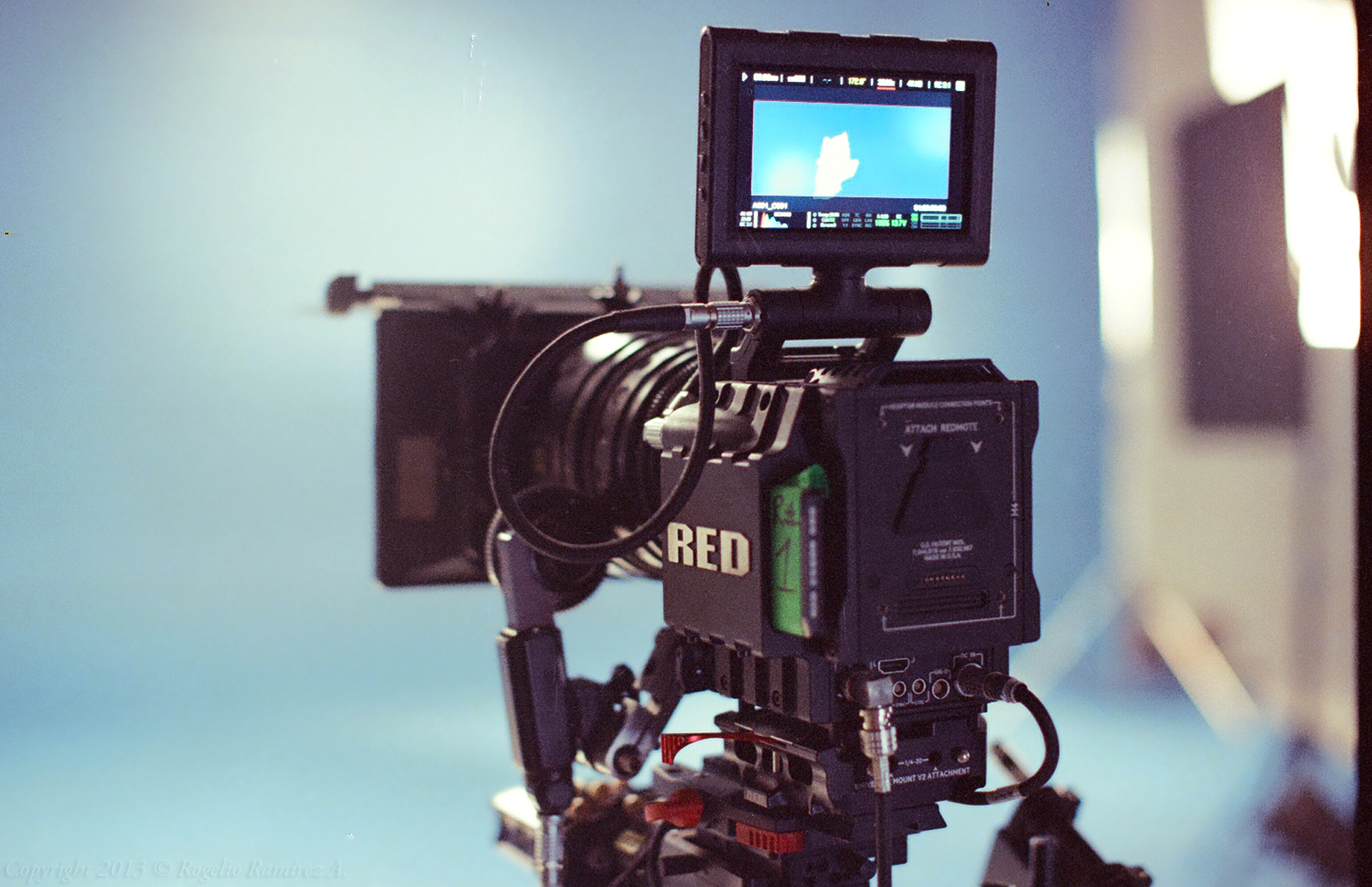
On the Job va ser filmada amb la càmera Red EPIC.

Francis Ricardo Buhay III, que també havia treballat a Tiktik i Rigodon (2013) de Matti, va ser el director de fotografia. En lloc de muntar i canviar llums per a determinades preses, Buhay va filmar amb la càmera Red EPIC; amb la funció d'il·luminació disponible de la Red EPIC (inclosa la capacitat d'encendre un conjunt sencer), la pel·lícula. tenia un estil noir modern sense semblar de baix pressupost.

### Música
Erwin Romulo, redactor en cap de l'edició filipina de Esquire fins al 2013, va ser el director musical d' On the Job. A la seva primera reunió, Matti va contractar Romulo com a supervisor musical; El paper de Romulo va canviar, però, ja que volia produir la majoria dels temes que havia planejat per a la pel·lícula. Ròmulo va utilitzar temes menys coneguts de la música original tagal de músics filipins d'altra banda prominents, com ara "Maskara" i "Pinoy Blues" de la Juan de la Cruz Band. Es va acostar al baixista de Dong Abay i Radioactive Sago Project Francis de Veyra per interpretar les cançons, que van ser arranjades per Armi Millare. Les cançons addicionals van ser interpretades per Ely Buendia, el difunt FrancisM, i la banda local Bent Lynchpin. Fred Sandoval, membre de Bent Lynchpin, també va ser l'editor de música.
Romulo va citar obres de Lalo Schifrin i del compositor habitual del director Ishmael Bernal, Vanishing Tribe, com a influències a la banda sonora. També va considerar l'àlbum de DJ Shadow Endtroducing..... una influència significativa, "encara que inconscientment".

## Estrena

### Producció i distribució en sales
On the Job es va estrenar a la secció Quinzena de Cineastes del 66è Festival Internacional de Cinema de Canes el 24 de maig. Tot i que no va guanyar el premi Caméra d'Or, va rebre una gran ovació de dos minuts per part del públic. La pel·lícula es va estrenar a les Filipines el 28 d'agost de 2013 i va recaptar 13.459.037 pesos filipins a la taquilla d'aquí a tres setmanes.
Va ser llançat a Amèrica del Nord per Well Go USA Entertainment el 27 de setembre de 2013. Well Go USA havien comprat els drets estatunidencs de la pel·lícula abans de la seva estrena a Canes, i també van adquirir els seus drets de distribució de DVD, Blu-ray i vídeo sota demanda. L'acord el va fer la presidenta de Well Go USA, Doris Pfardrescher i els fundadors de XYZ Films, Nate Bolotin i Aram Tertzakian. On the Job es va projectar a 29 cinemes nord-americans en tres setmanes, amb una recaptació de 164.620 $. Va ser estrenada a França per Wild Side Films, i a Austràlia per Madman Entertainment. Els acords amb les empreses de distribució franceses i nord-americanes van aconseguir 350.000 dòlars (12 milions de pesos filipins). La pel·lícula també va estar disponible al mercat nord-americà a través de Netflix per Well Go USA.

### Mitjans domèstics
Va ser llançat en DVD i Blu-ray per Well Go USA el 18 de febrer de 2014. Les característiques especials inclouen making-of metratge i escenes suprimides. Justin Remer de DVD Talk va elogiar les transferències de vídeo i àudio del Blu-ray, en general criticant les seves característiques especials. Kevin Yeoman de High-Def Digest i Jeffrey Kauffman de Blu-ray.com van puntuar el llançament amb un 3,5 sobre 5 i van estar d'acord sobre el transferències i característiques especials. On the Job va acumular 167.128 dòlars en vendes de vídeos nord-americans.

## Recepció

### Resposta crítica
On the Job va rebre bones ressenyes de la crítica Diversos crítics van elogiar el repartiment, considerant les seves actuacions "ben actuades" i "de primera categoria". Mikhail Lecaros va elogiar la "representació paral·lela" dels actors principals de la relació entre pares i fills" a GMA News; segons Mari-An Santos de Philippine Entertainment Portal, "ofereixen el cor de la història".A Variety, Justin Chang va elogiar l'abandonament de Torre del seu "personatge de bon noi amb un rendiment excel·lentment amenaçador però molt humà". Santos va dir que Pascual "es manté el seu, però amb un conjunt constantment excel·lent, la seva actuació palideix en comparació"; segons Lecaros, "es desinvol bé com a encarregat de fer complir la llei les crisis de fe del qual estarien encertades" en pel·lícules de Johnnie To (Elecció, Breaking News) o Michael Mann (Collateral, Miami Vice)." Tot i que Santos va elogiar els papers femenins,Derek Elley de Film Business Asia els va anomenar "mínims i no especialment memorables"; un ressenyador de la revista Complex els va anomenar "essencialment accessoris parlants, que disminueixen l'impacte dels desenvolupaments".
Els crítics van elogiar la pel·lícula com a atractiva i ben feta, però van considerar que la seva trama era complicada. Neil Young, a The Hollywood Reporter, va trobar que el guió de Matti i Yamamoto era convencional i que "moltes de les escenes de diàleg operen a un nivell funcionalment prosaic". Lecaros i Santos van elogiar el guió, que Lecaros va dir "posa les nocions tradicionals de bé, mal, família i lleialtat a través de l'esborrany, i després una mica!" Tot i que la subtrama del procediment policial va ser descrita com a "particularment colorida" per IndieWire, Ignatiy Vishnevetsky de The A.V. Club la va considerar avorrida i "de tant en tant pesada". Young va dir que el "maneig muscular de les seqüències d'acció ràpida de Matti impressiona constantment", i Jeannette Catsoulis de The New York Times va escriure que la seva "visió despiadada de la societat filipina pot ser esmorteïdora, però el seu rodatge està meravellosament viu". Catsoulis va fer que On the Job sigui la seva "elecció de la crítica", i Carljoe Javier de Rappler va dir que "serveix com a injecció d'adrenalina, no només per al cor dels espectadors [filipins], sinó també per al cinema [filipí] general".
Rotten Tomatoes dóna a la pel·lícula una puntuació del 94%, amb una puntuació mitjana de 6,63 sobre 10, basada en 16 ressenyes dels crítics. A Metacritic va rebre "crítiques generalment favorables", amb una mitjana ponderada global de 70 sobre 100, basada en 11 crítiques. A les Filipines, membres de la Junta d'avaluació del cinema va donar a la pel·lícula una nota "A".

### Reconeixements
A més de presentar-se al Festival de Canes, On the Job es va projectar al 17è Festival Internacional de Cinema Fantàstic de Bucheon, Corea del Sud. Joel Torre va guanyar el premi al millor actor, i la pel·lícula va rebre el Premi del Jurat. Als 62ns Premis FAMAS, la pel·lícula va guanyar sis de les seves dotze nominacions: Millor pel·lícula, Millor director (Matti), Millor guió (Matti i Michiko Yamamoto), Millor muntatge (Jay Halili), Millor història (Matti) i Millor so (Corinne de San Jose). Piolo Pascual també va rebre el Premi Memorial Fernando Poe Jr. A l’Excel·lència per la seva actuació. La pel·lícula va rebre vuit nominacions als 37ns Premis Gawad Urian, guanyant-ne dues: Millor Actor (Torre) i Millor So (de San Jose).

## Seqüela, minisèrie i remake previst

### On the Job: The Missing 8
La seqüela de On The Job', On the Job: The Missing 8 es va projectar en competició a la 78a Mostra Internacional de Cinema de Venècia el 10 de setembre de 2021.

### Minisèrie
On the Job és una minisèrie filipina de sis parts creada i desenvolupada per Erik Matti per a HBO Asia Originals. Va ser una adaptació de les dues pel·lícules On the Job: la pel·lícula del 2013 i la seva seqüela The Missing 8, ambdues dirigides per Matti. Els dos primers episodis de la minisèrie són una reedició i una versió remasteritzada de la primera pel·lícula.

### Remake previst
El juny de 2013 es va confirmar una versió estatunidenca de la pel·lícula, que seria dirigida pel cineasta islandès Baltasar Kormákur i produït per Blueeyes Productions de Kormákur. XYZ Films, l'empresa de producció i vendes que té els drets internacionals, coproduirà la pel·lícula i la llançarà a tot el món.